# Аеродром Брисел
Аеродром Брисел или Брисел Народни (хол. Brussel Nationaal/хол. Bruxelles-National је главна међународна ваздушна лука белгијске престонице Брисела, удаљен 11 km североисточно од града. Аеродром се налази махом на подручју приградске општине Завентем (па се колоквијално назива и Завентем), а делом у на подручју суседне општине Махелен.
Аеродром је далеко најпрометнији у Белгији - 2018. године кроз њега је прошло више од 25 милиона путника.
Аеродром Брисел се тренутно састоји од 54 контакт капија, и укупно 109 капије. То се налази преко 260 предузећа, а запослено је 20.000 људи. Године 2005, аеродром је награђен као најбољи аеродром у Европи, на основу анкете са преко 100.000 путника широм света.
Аеродромом управља The Brussels Airport Company N.V./S.A., која је у сувласништву аустралијске групе MAp Airports (75%) и белгијске државе (25%).